# Glinka musikgymnasium
Glinka musikgymnasium (fullständigt namn Minsks statliga musikgymnasium uppkallat efter Michail Glinka. ryska: Минский государственный музыкальный колледж им. М.И. Глинки, förkortat МГМК им. Глинки) hör till de äldsta och mest kända musikgymnasium i Vitryssland. Skolan ritades av arkitekterna Leonard Viktorovich Moskalevich och Galina Uladzimirovna Laskovaya.

## Historia
Gymnasiet grundades 1924, under namnet Minsk musikgymnasium (ryska: Минский музыкальный техникум) med inriktningar på klassisk piano,
violin, cello och komposition. Sedan 1925 utökades utbildningen med
nya program i träblås, slagverk, dirigering och klassisk sång.
I oktober 1957 fick gymnasiet en utmärkelsen av Vitryska SSR:s högsta sovjets presidium och blev uppkallat efter Michail Glinka.
År 1973 öppnades en ny inriktning på folkmusik och kör. Sedan 1980
utbildar gymnasiet även pop/rock musik.

## Utbildningar

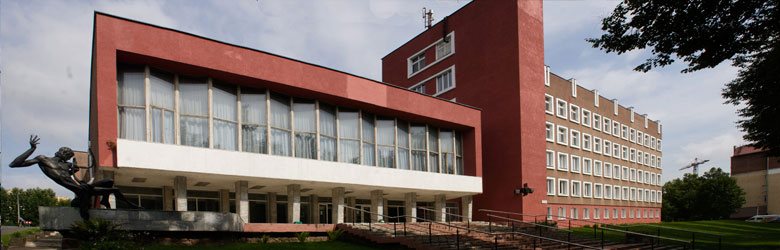
Minsks statliga musikgymnasium uppkallat efter Michail Glinka

För att ansöka till de allra flesta utbildningsprogram på gymnasiet måste
man ha slutfört årskurs nio i grundskolan. Antagning till "akademisk
sång" kräver 11 år i grundskolan.

### Inriktningar
- 2-16 01 02 Dirigering
  - 2-16 01 02-02 Dirigering (klassisk kör)
  - 2-16 01 02-03 Dirigering (folk kör)
- 2-16 01 31 Instrumentalutbildning
  - 2-16 01 31 01 Instrumentalutbildning (piano)
  - 2-16 01 31 02 Instrumentalutbildning (stråkinstrument)
  - 2-16 01 31 04 Instrumentalutbildning (träblås och slagverk)
  - 2-16 01 31 05 Instrumentalutbildning (folk instrument)
- 2-16 01 32 Klassisk sång
- 2-17 03 01 Pop/rock
  - 2-17 03 01-01 Pop/rock (instrumentalmusik)
- 2-21 04 31 Musikvetenskap

### Statistik
- År 2017 utexaminerades 89 elever.
- Den 1 september 2017 fanns det 330 elever inskrivna på gymnasiet.
- Över 9 tusen musiker och musiklärare utexaminerades från gymnasiet under loppet av 92 år.

### Källhänvisningar
1. ↑  ”Учредитель”. Минский государственный музыкальный колледж имени М.И.Глинки. 25 mars 2012. https://glinka-college.by/college/founder/. Läst 3 juli 2025.
2. ↑  ”Минский государственный музыкальный колледж имени М.И.Глинки”. Минский государственный музыкальный колледж имени М.И.Глинки. https://glinka-college.by/base/. Läst 3 juli 2025.
3. ↑  (Vitrysslands arkitekter under Sovjettiden: Biografisk referensbok) Архитекторы Советской Белоруссии: Биогр. справочник / Союз архитекторов БССР; Сост. В. И. Аникин и др. — Мн.: Беларусь, 1991. — s. 262